# Laurie Graham
Laurie Jean Graham (Orangeville, 30 de marzo de 1960) es una deportista canadiense que compitió en esquí alpino.
Ganó una medalla de bronce en el Campeonato Mundial de Esquí Alpino de 1982, en la prueba de descenso. 
Participó en tres Juegos Olímpicos de Invierno, entre los años 1980 y 1988, ocupando el quinto lugar en Calgary 1988, en la prueba de descenso.
Fue nombrada miembro de la Orden de Canadá en 1988. Fue admitida en el Salón de la Fama del Esquí Canadiense (1991), en el Salón de la Fama del Deporte Canadiense (1993) y en Salón de la Fama Olímpico Canadiense (2000). Además, fue elegida «Deportista femenina del año» en su país en 1986.

## Palmarés internacional
| Campeonato Mundial | Campeonato Mundial   | Campeonato Mundial | Campeonato Mundial |
| Año                | Lugar                | Medalla            | Prueba             |
| ------------------ | -------------------- | ------------------ | ------------------ |
| 1982               | Schladming (Austria) | Medalla de bronce  | Descenso           |